# Bali Mumba
Bali Mumba (South Shields, 8 ottobre 2001) è un calciatore inglese, difensore del Plymouth.

## Caratteristiche tecniche
Partito come centrocampista, nel corso delle stagioni arretra il suo raggio d'azione come terzino destro, dimostrando grandi doti di spinta oltre ad esaltare al meglio la sua grande velocità. Si dimostra abile in zona gol grazie a una spiccata propensione agli inserimenti offensivi e un buon tiro dalla distanza.

## Carriera

### Club
Mumba è cresciuto nel settore giovanile del Sunderland con cui ha debuttato il 6 maggio 2018 nell'incontro di Championship vinto 3-0 contro il Wolverhampton, dove ha ricevuto anche la fascia di capitano a soli 16 anni. Il 2 novembre 2018 ha firmato il suo primo contratto professionistico con il club. Nei mesi successivi ha trovato poco spazio in prima squadra giocando principalmente con l'Under-23 e nel marzo 2020 è stato ceduto in prestito per un breve periodo in Northern Premier League al South Shields.
Il 27 luglio 2020 è stato ceduto a titolo definitivo al Norwich City, con cui ha conquistato la promozione in Premier League al termine della sua prima stagione fra le file del club gialloverde. Il 14 luglio 2021 ha rinnovato il contratto fino al 2025 ed il 21 agosto ha debuttato nella massima divisione inglese nell'incontro perso 5-0 contro il Manchester City.
Impiegato in poche occasioni, nel mercato invernale è stato prestato al Peterborough Utd fino al termine della stagione. Due giorni dopo ha realizzato il suo primo gol in carriera fissando il punteggio sul definitivo 2-1 contro il Bristol Rovers in FA Cup.
Il 14 luglio 2022 è stato ed è stato ceduto in prestito al Plymouth per l'intera stagione 2022-2023. Titolare inamovibile sulla fascia destra, ha conquistato con il club la promozione in Championship ricevendo il premio di miglior giovane giocatore del campionato con 6 gol e 10 assist in 41 incontri.
Il 21 luglio 2023 ha fatto ritorno al Plymouth a titolo definitivo.

### Nazionale
Ha giocato nella nazionale giovanile inglese Under-16, Under-17, Under-18 ed Under-19.

## Statistiche

### Presenze e reti nei club
Statistiche aggiornate al 17 febbraio 2024.
| Stagione        | Squadra          | Campionato      | Campionato | Campionato | Coppe nazionali | Coppe nazionali | Coppe nazionali | Coppe continentali | Coppe continentali | Coppe continentali | Altre coppe | Altre coppe | Altre coppe | Totale | Totale | Totale |
| Stagione        | Squadra          | Comp            | Pres       | Reti       | Comp            | Pres            | Reti            | Comp               | Pres               | Reti               | Comp        | Pres        | Reti        | Pres   | Reti   |        |
| --------------- | ---------------- | --------------- | ---------- | ---------- | --------------- | --------------- | --------------- | ------------------ | ------------------ | ------------------ | ----------- | ----------- | ----------- | ------ | ------ | ------ |
| 2017-2018       | Sunderland       | FLC             | 1          | 0          | FACup+CdL       | 0               | 0               |                    | -                  | -                  |             | -           | -           | 1      | 0      |        |
| 2018-2019       | Sunderland       | FL1             | 4          | 0          | FACup+CdL       | 2+0             | 0               |                    | -                  | -                  | FLT         | 2           | 0           | 8      | 0      |        |
| 2019-mar. 2020  | Sunderland       | FL1             | 0          | 0          | FACup+CdL       | 0               | 0               |                    | -                  | -                  | FLT         | 1           | 0           | 1      | 0      |        |
| mar. 2020       | South Shields    | NPL             | 3          | 2          |                 | -               | -               |                    | -                  | -                  |             | -           | -           | 3      | 2      |        |
| 2020-2021       | Norwich City     | FLC             | 4          | 0          | FACup+CdL       | 1+1             | 0               |                    | -                  | -                  |             | -           | -           | 6      | 0      |        |
| 2021-gen. 2022  | Norwich City     | PL              | 1          | 0          | FACup+CdL       | 0+2             | 0               |                    | -                  | -                  |             | -           | -           | 3      | 0      |        |
| gen.-giu. 2022  | Peterborough Utd | FLC             | 10         | 0          | FACup+CdL       | 3+0             | 1               |                    | -                  | -                  |             | -           | -           | 13     | 1      |        |
| 2022-2023       | Plymouth         | FL1             | 41         | 6          | FACup+CdL       | 1+0             | 0               |                    | -                  | -                  | FLT         | 5           | 0           | 47     | 6      |        |
| 2023-2024       | Plymouth         | FLC             | 34         | 2          | FACup+CdL       | 3+1             | 0               |                    | -                  | -                  |             | -           | -           | 38     | 2      |        |
| Totale carriera | Totale carriera  | Totale carriera | 98         | 10         |                 | 14              | 1               |                    | -                  | -                  |             | 8           | 0           | 120    | 11     |        |

## Palmarès

### Club

#### Competizioni nazionali
- Football League Championship: 1

Norwich City: 2020-2021
- Football League One: 1

Plymouth Argryle: 2022-2023

### Individuale
- EFL Awards: 1

2022-2023 (Miglior giovane della Football League One)